# Dům Daliborka (Louny)
Dům Daliborka je renesanční měšťanský dvojdům v Lounech. Má popisné číslo 57 a stojí na Mírovém náměstí. Je součástí lounské městské památkové zóny. Kulturní památkou byl prohlášen 3. května 1958.

## Stavební historie
V roce 1996 proběhl stavebně-historický průzkum budovy, který zpracovali Jiří Škabrada a Martin Ebel. Své poznatky publikovali v odborném tisku. Podle výsledků průzkumu lze z dochovaných částí objektu jako nejstarší určit až pozdně gotickou fázi. Z tohoto období pocházejí sklepy pod východní částí domu. Zde se dochovalo několik portálů pozdně gotického tvarosloví. Jeden z nich může být vrcholně gotický; jeho osazení je pravděpodobně druhotné.

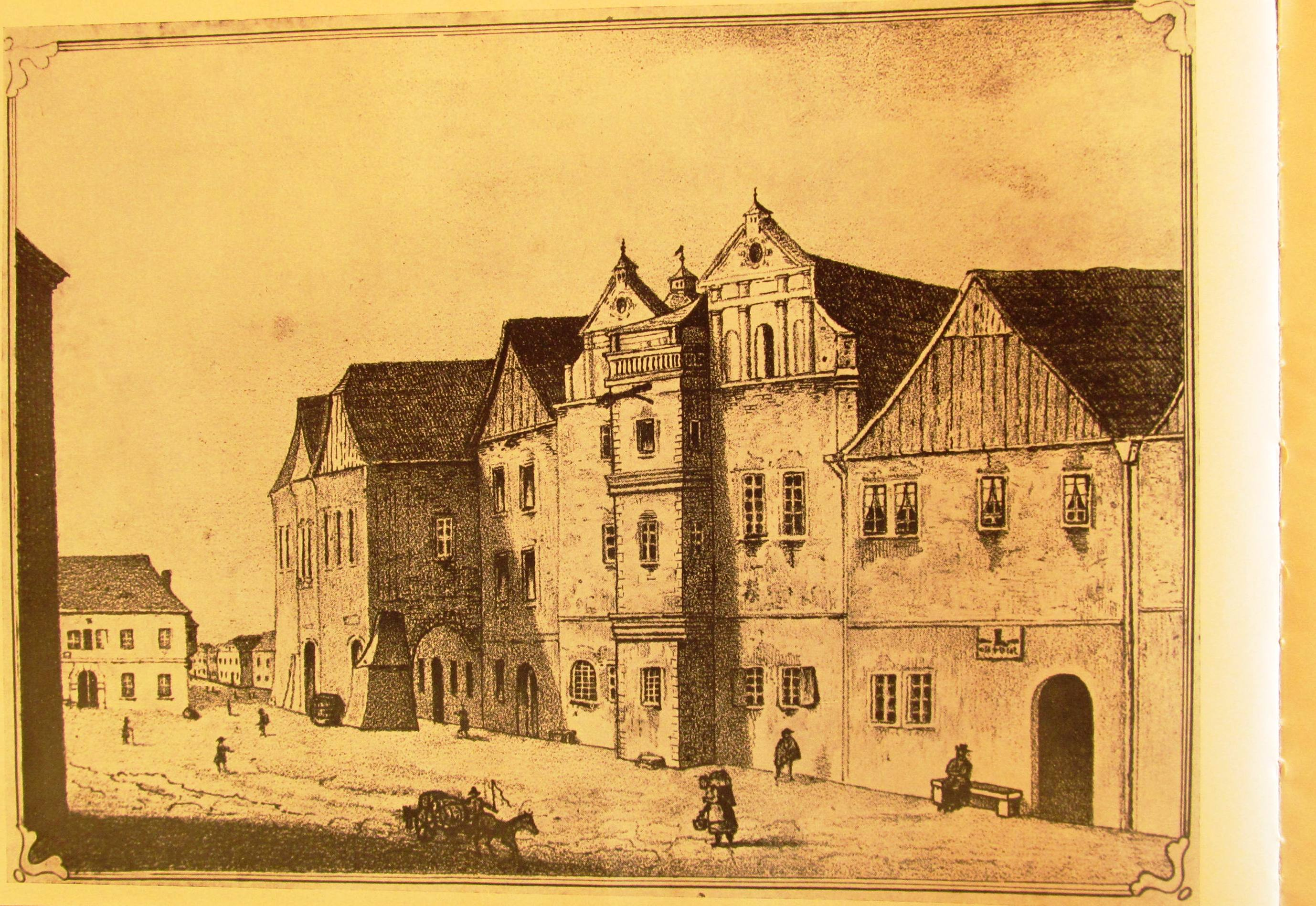
Morstadtovo (?) vyobrazení Daliborky z poloviny 19. století

Pozdně gotickou přestavbu Daliborky lze poměrně přesně datovat. V roce 1517 postihl Louny katastrofální požár, při němž vyhořela velká část vnitřního města včetně farního kostela. Většina majitelů nemovitostí byla nucena provést jejich nákladné rekonstrukce, včetně Daliborky. Dokazuje to stáří roubené obytné místnosti (srubu), tvořící ústřední prostor objektu. Má půdorys 7,2 x 7,5 metru a výšku 457 centimetrů. Tvoří ji kuláče z jedlí o průměrech 25–32 cm. V roce 1998 provedl Josef Kyncl dendrochronologický rozbor vzorků dřeva. Zjistil, že jedle byly pokáceny v roce 1515. Před použitím se dřevo nechávalo jeden až tři roky vyschnout. Srub byl tudíž vybudován krátce po zmíněném požáru. Tehdy byla i jeho čelní stěna směrem do náměstí roubená. Podobná roubená síň se nachází i v domě v Jezuitské ulici čp. 241/12a v Litoměřicích, zvaném Gotické dvojče. Eva Šamánková ji klade přibližně do stejné doby jako tu v Daliborce, tedy na začátek 16. století.
Další radikální přestavbou, týkající se exteriéru i interiéru, prošel objekt na začátku 17. století. V přízemí vznikla rozlehlá, vysoká síň s trámovým stropem. Kinclův rozbor stanovil pokácení použitého dřeva nedlouho po roce 1607. Do čelní fasády byl zabudovaný arkýřový rizalit, který jí prochází po celé výšce. na rizalitu je nasazený novodobý dřevěný balkonek. Budova je opatřena dvěma štíty, které jsou členěné polosloupy, mezi nimiž jsou prázdné niky a okna. Štíty jsou zakončeny rozeklanými frontony, mezi nimiž je na menším štítku nasazená lucerna. Z ní vybíhá vertikálně tyč s půlměsícem a hvězdou, symboly Loun. V přízemí jsou kolem polokruhového portálu a oken pásy rustiky, která rámuje rovněž obě nároží domu i rizalitu. Měděný chrlič na fasádě je novodobou replikou z 20. století. Do počátku 17. století, aniž znala dendrochronologický rozbor a písemné prameny, datovala renesanční přestavbu domu už v roce 1961 Eva Šamánková. Dům nebyl poškozen velkým požárem, který v září 1849 zachvátil celou Šatlavní, dnešní Hilbertovu ulici. Základní rysy renesanční přestavby si proto Daliborka podržela až do začátku 21. století.

## Majitelé domu a jeho využití

Nejstarší fotografie domu z roku 1894

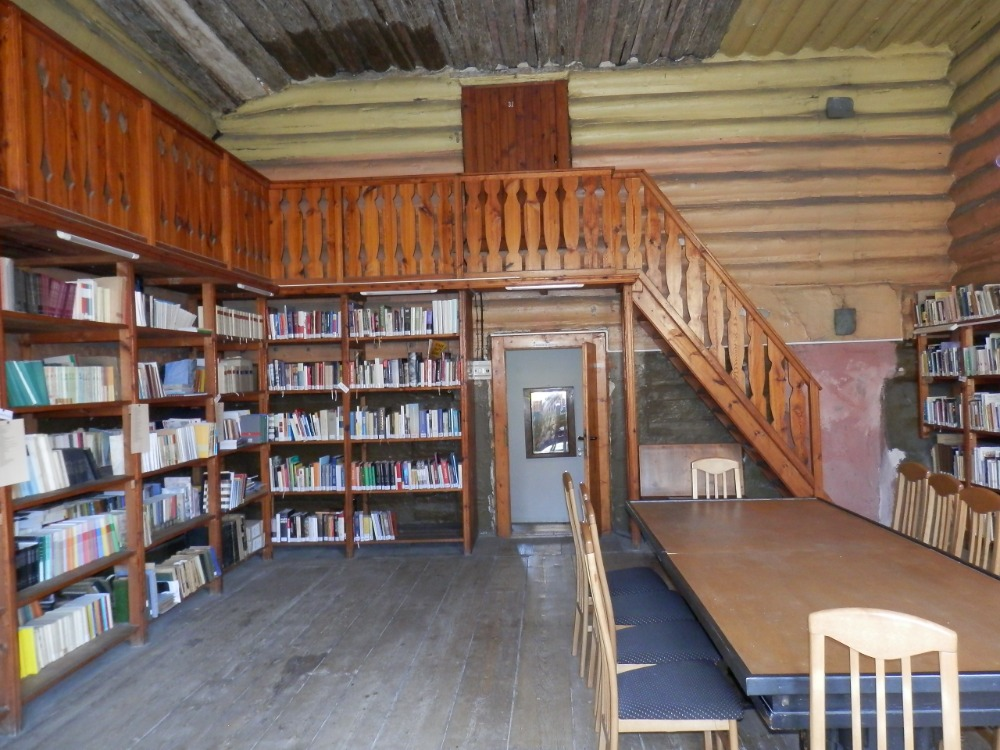
Pohled na srubovou síň od jihu

Prvním známým majitelem budovy byl Bartoš Meziříčský, kterému patřila v letech 1509–1531. Je proto evidentní, že právě on provedl rozsáhlou přestavbu domu po požáru v roce 1517 včetně vybudování roubeného sálu. V roce 1549 prodala vdova po Meziříčském Regina dům za 645 míšeňských kop grošů (dvě míšeňské kopy = jedna kopa česká) Petru Skalíkovi.
Roku 1583 prodal Skalík budovu za 950 míšeňských kop Jiřímu Krčkovi. Od jeho dědiců koupil v roce 1605 dům za 650 míšeňských kop Strachota Kocurovský zvaný Hrůza (1556–1627). Měšťan Kocurovský byl významnou osobností v oblasti městské správy. V letech 1598–1599 zastával funkci městského rychtáře a od roku 1593 až do své smrti zasedal střídavě mezi obecními staršími a jako konšel v městské radě. Podobně jako Meziříčský byl i Kocurovský klíčovou postavou pro stavební dějiny Daliborky. Financoval totiž na začátku 17. století její druhou rozsáhlou přestavbu a vtiskl její fasádě stávající podobu. Po jeho smrti připadl dědickým řízením dům synovi Zikmundovi.
Další údaje o vlastnických poměrech jsou díky tištěným adresářům známy až od počátku 20. století. Roku 1905 patřila budova majiteli realit Karlu Liehnemu. V roce 1909 je jako majitelka uvedena "choť profesora" Milada Kuchařová, v přízemí domu se nacházel hostinec s názvem Daliborka. Hostinec, zatím bez názvu, je zachycený i na nejstarší fotografii budovy z roku 1894, kdy ho provozoval Antonín Maxant. V roce 1925 patřil dům řezníkovi Karlu Haismanovi, který zde provozoval hostinec Daliborka. Po 2. světové válce byl Haismanovi dům konfiskován a připadl státu. I nadále se v přízemí provozoval bufet. V roce 1959 získal budovu Okresní archiv v Lounech. Během restitucí po roce 1989 získalo polovinu budovy Město Louny a druhou dcera Karla Haismana, od níž v roce 2016 město její díl odkoupilo. Na konci ledna 2022 se archiv odstěhoval do nové budovy. Město se plány na celkovou rekonstrukci domu a jeho využití intenzívně zabývá.
Důvody, proč dům získal název Daliborka, nejsou zřejmé. Podle historického místopisu, zpracovaného Františkem Štědrým a Martinem Ebelem, mezi vlastníky budovy nikdy žádný Dalibor nebyl. Na nejstarší fotografii objektu z roku 1894 hostinec jméno nemá. První, kdo kvalifikovaně popsal budovu, byl v roce 1897 Bohumil Matějka. Ačkoliv u jiných domů jejich historické názvy použil, v případě čp. 57 nikoliv. Na pohlednici, vydané před 1. světovou válkou Janem Růžičkou, je už hostinec pojmenovaný Daliborka. Na snímku z 30. let je na fasádě nápis "Daliborka", složený z pseudogotických písmen. Během rekonstrukce budovy v roce 1996 byl odstraněn.

## Galerie

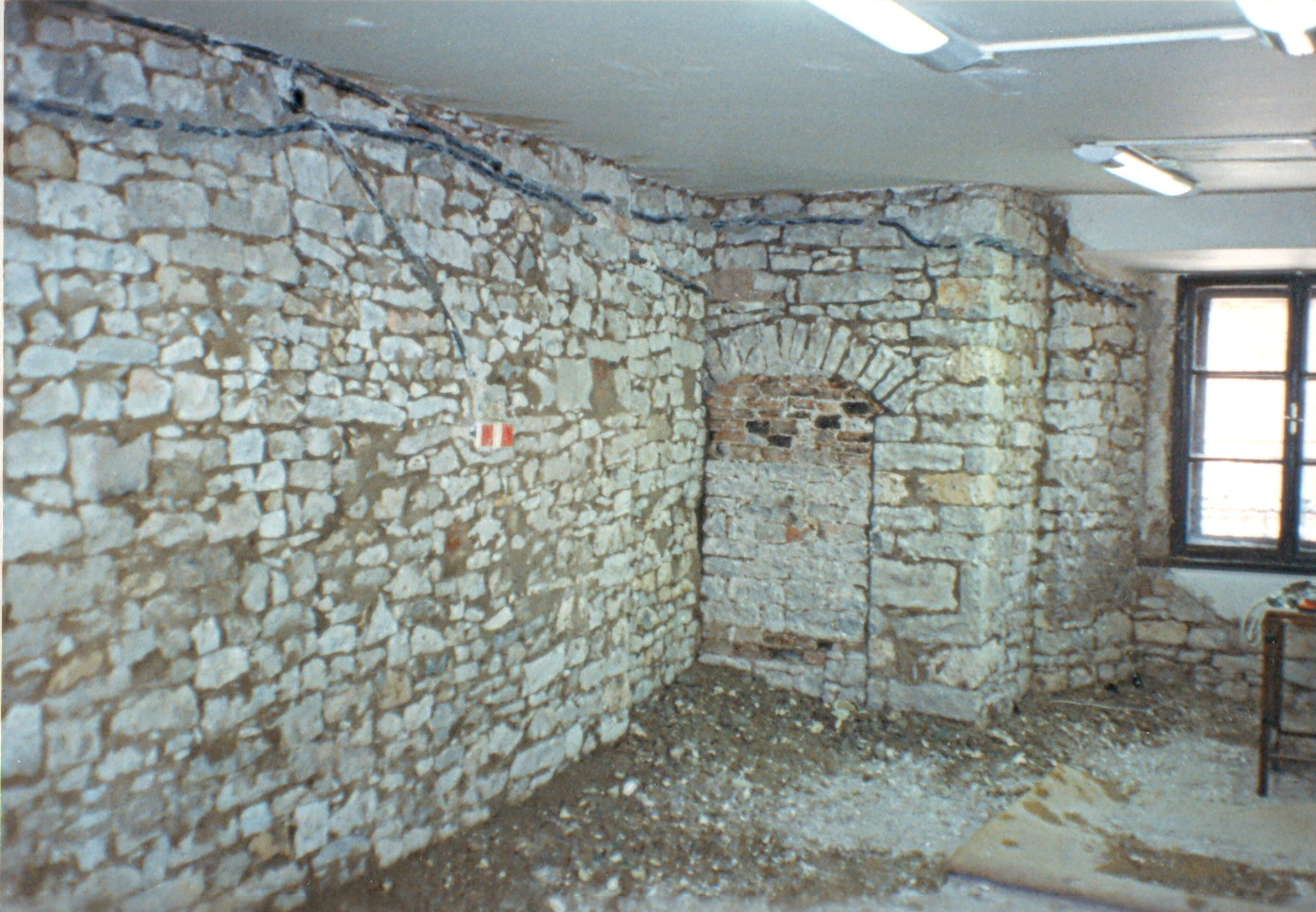
Obnažená zeď místnosti v 1. patře západní části budovy se zazděným portálem do arkýře
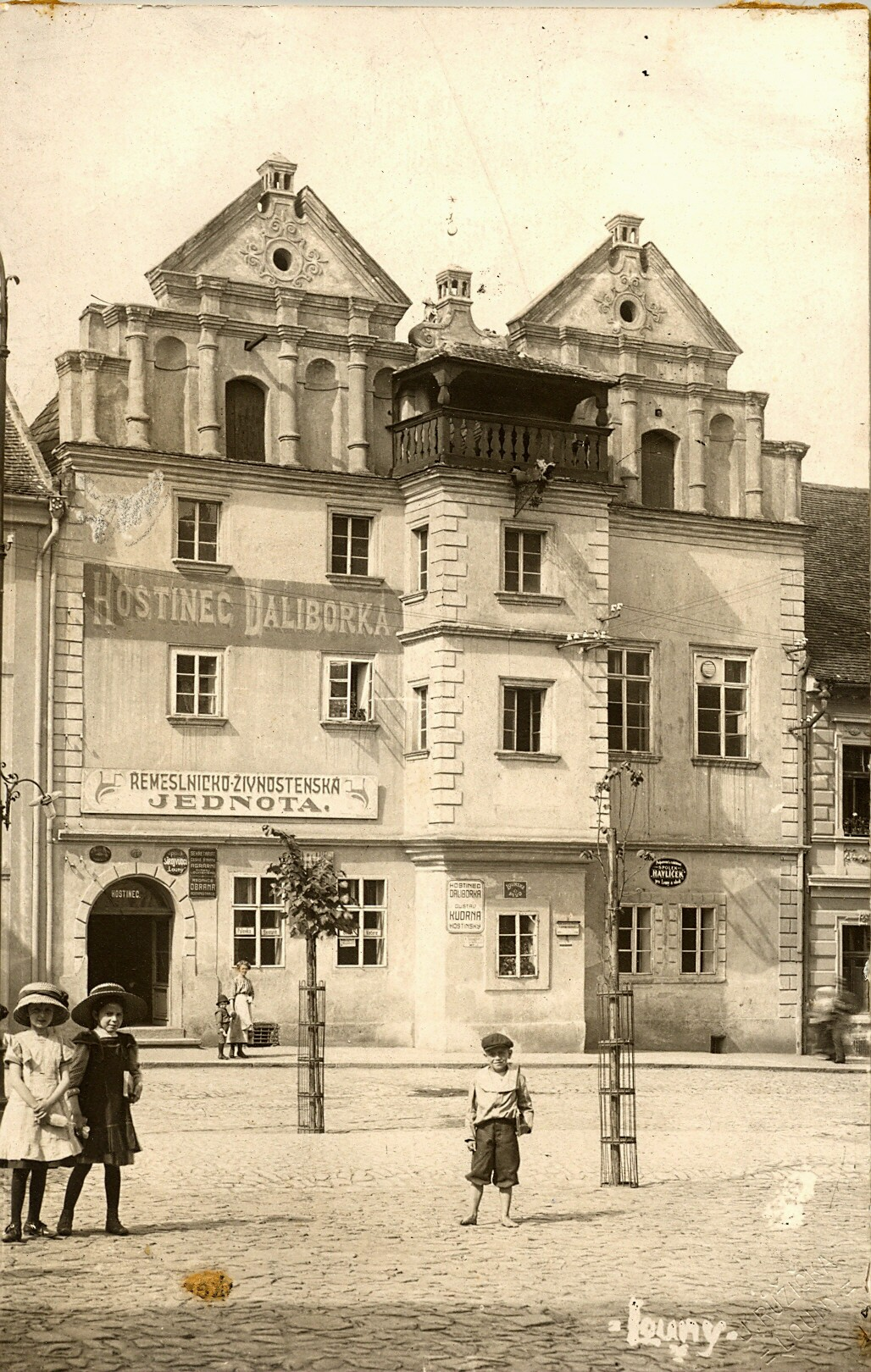
Daliborka na fotografii pořízené před 1. světovou válkou
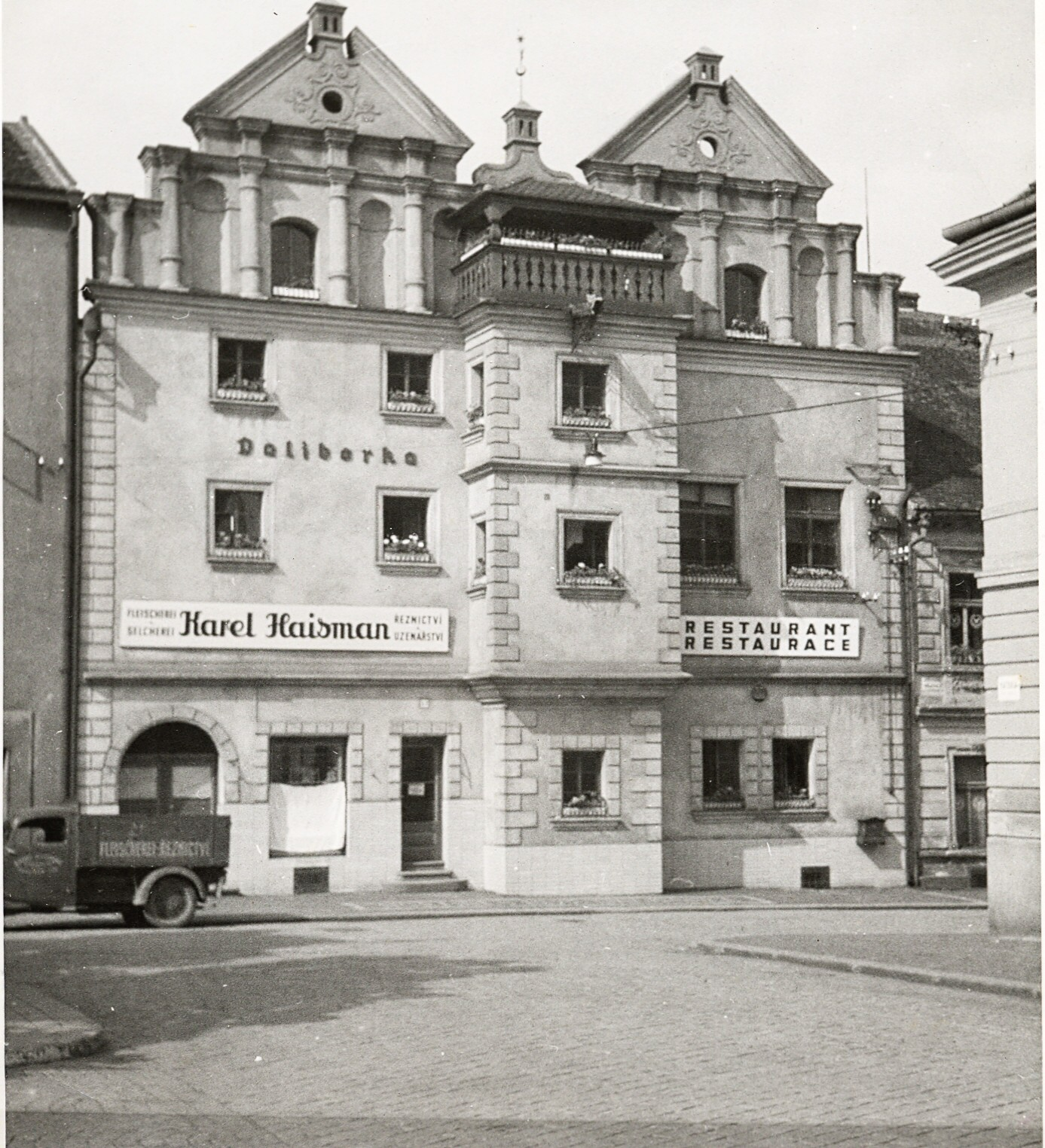
Budova kolem roku 1930 s nově proraženým vchodem do přízemí